# ティアゴ・カミロ
ティアゴ・カミロ（ポルトガル語: Tiago Henrique de Oliveira Camilo、1982年5月24日 - ）は、ブラジルのサンパウロ出身の柔道家。2007年の世界チャンピオン。シドニーオリンピックで銀メダル、北京オリンピックで銅メダルを獲得している。階級は90kg級。身長180cm。

## 概要
柔道は5歳の時に始めた。1998年の世界ジュニアでは66kg級に出場して、史上最年少の16歳4ヶ月で優勝を果たした。その後、2000年のフランス国際柔道大会で銀メダルを獲得してオリンピックのブラジル代表に選出された。シドニーオリンピックでは73kg級に出場して18歳ながら銀メダルを獲得した。このようにジュニア時代から大活躍しており、若手のホープとして非常に期待されていたものの、その後は怪我の影響もあり以前ほどの活躍はなかった。しかし、長いブランクを経て2007年の母国ブラジルで開催された世界選手権では81kg級で優勝を飾り、世界チャンピオンとなった。翌年の北京オリンピックでは銅メダルを獲得している。2009年から階級を90kg級に上げるも、2012年ロンドンオリンピックでは5位に終わった。2015年にはパンアメリカン競技大会で3連覇を達成している。しかし、母国で開催された2016年のリオデジャネイロオリンピックでは3回戦でアゼルバイジャンのママダリ・メフディエフに敗れた。

## 主な戦績
66kg級での戦績
- 1998年 - ワールドユースゲームズ　優勝
- 1998年 - パンナムジュニア選手権　3位
- 1998年 - 世界ジュニア　優勝

73kg級での戦績
- 2000年 - フランス国際　2位
- 2000年 - シドニーオリンピック　2位

81kg級での戦績
- 2004年 -ドイツ国際　2位
- 2005年 - パンナム選手権　2位
- 2005年 - 韓国国際　3位
- 2007年 - フランス国際　5位
- 2007年 - ハンガリー国際　3位
- 2007年 - パンナム選手権　優勝
- 2007年 -　パンアメリカン競技大会　優勝
- 2007年 - 世界選手権　優勝
- 2008年 -ドイツ国際　3位
- 2008年 - 北京オリンピック　3位

90kg級での戦績
- 2009年 - グランドスラム・モスクワ　3位
- 2009年 - グランドスラム・リオデジャネイロ　3位
- 2010年 - グランドスラム・パリ　3位
- 2010年 - グランドスラム・リオデジャネイロ　5位
- 2010年 - ワールドカップ・マドリード　優勝
- 2010年 - ワールドカップ・リスボン　3位
- 2010年 - ワールドカップ・サルヴァドール　3位
- 2010年 - 世界選手権　7位
- 2010年 - グランドスラム・東京　2位
- 2011年 - ワールドマスターズ　5位
- 2011年 - グランドスラム・パリ　2位
- 2011年 - グランドスラム・リオデジャネイロ　3位
- 2011年 - ミリタリーワールドゲームズ　優勝
- 2011年 - パンアメリカン競技大会　優勝
- 2011年 - グランプリ・アムステルダム　優勝
- 2012年 - ワールドマスターズ　5位
- 2012年 - ロンドンオリンピック　5位
- 2013年 - グランプリ・デュッセルドルフ　2位
- 2013年 - パンナム選手権　2位
- 2013年 - ワールドマスターズ　7位
- 2014年 - グランプリ・ハバナ　2位
- 2015年 - パンアメリカン競技大会　優勝
- 2016年 - グランプリ・サムスン　3位
- 2016年 - パンナム選手権　優勝

(出典、JudoInside.com)。